# Grutas de Frasassi

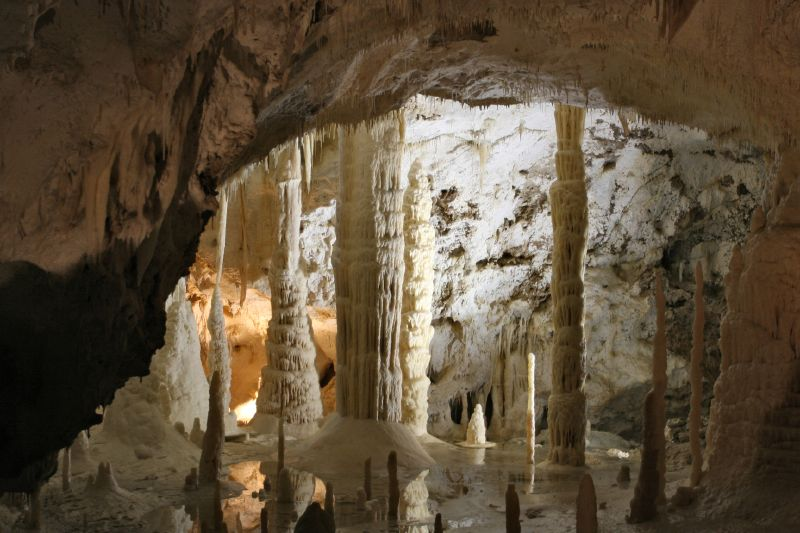
Interior das grutas

As grutas de Frasassi, (em italiano, Grotte di Frasassi) são uma rede de cavernas carsticas italianas que se encontram no interior do parque natural regional da Gola della Rossa e de Frasassi (Parco naturale regionale della Gola della Rossa e di Frasassi) no município de Genga (província de Ancona e região das Marcas).
As grutas foram descobertas a 28 de junho de 1948 quando alguns componentes do grupo espeleológico de Ancona descobriram a entrada da primeira gruta, chamada «grotta del Fiume». Foram descobrindo-se outras cavidades da mesma rede até que, a 25 de setembro de 1971 o grupo espeleológico CAI de Ancona descobriu a «Grotta Grande del Vento»; o equipamento não lhes permitiu descer até base da cavidade, e calcularam a altura lançando uma pedra e medindo o tempo de queda, com o que calcularam 100 metros. Posteriormente dotaram-se de equipamento adequado e exploraram o imenso espaço que se foi chamado «Abisso Ancona» (abismo Ancona) em honra da cidade dos descobridores. A notícia da descoberta difundiu-se através dos jornais e é a partir de então quando começou a fama entre o grande público das grutas de Frasassi.
Este «Abisso Ancona» tem uma extensão de 180x120m e de 200m de altura e é tão grande (mais de dois milhões de m³) que em seu interior poderiam se conter a Catedral de Milão.
As descobertas sucederam-se ao longo dos anos e foram explorados outros ambientes mais ou menos acessíveis. Até o momento o complexo de cavernas de Frasassi tem um comprimento a mais de 30 quilómetros, mas somente visita-se 1,5 quilómetros. No interior a temperatura mantém-se constante ao longo de todo o ano, em 14.º.
Em 1 de setembro de 1974 parte das grutas abriram-se ao público e são uma das maiores atrações turísticas das Marcas, estimando-se em mais de 10 milhões de visitantes.

## Galeria

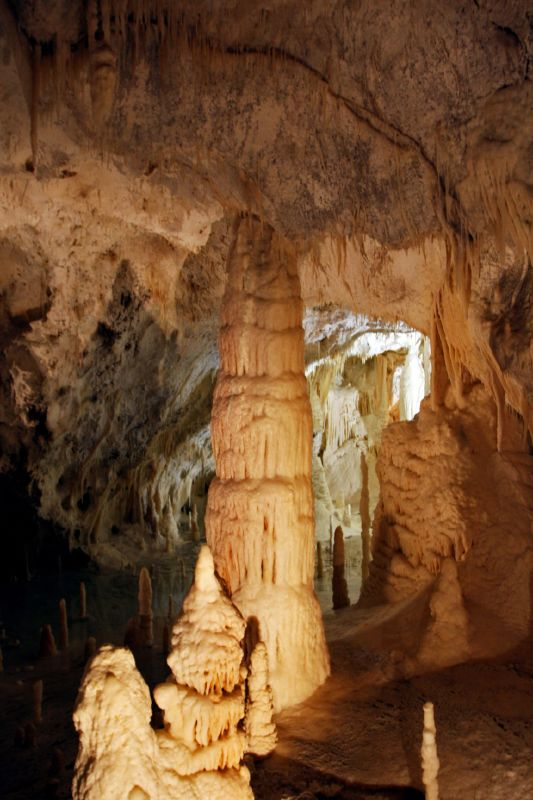
Estalactita no interior da gruta.
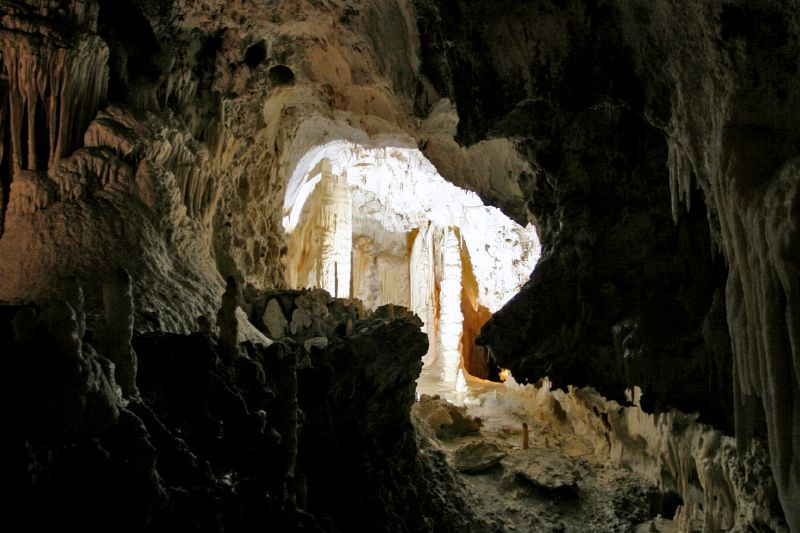
Entrado à rede de galerias.
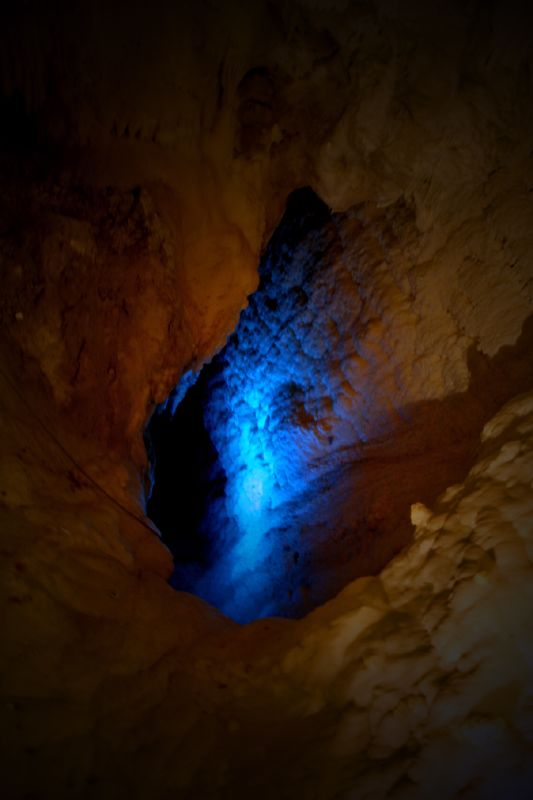
"Il Pozzo", uma enorme cascata a mais de 60 m de profundidade,
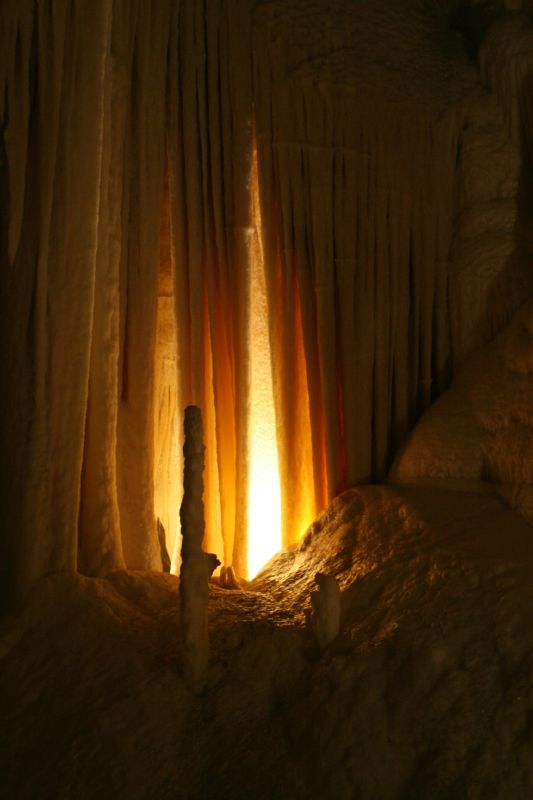
"Canne d'Organo", onde várias estalactitas e estalagmitas dão semelhança a um órgão.

## Grutas irmãs
- França, Grutas de Les Eyzies-de-Tayac-Sireuil (Aquitânia).
- Polónia, Minas de sal de Wieliczka, (voivodato de Pequena Polónia).
- Estados Unidos, Kartchner Caverns State Park, (Arizona).